# ジムカデ
ジムカデ（土百足）は、節足動物門多足亜門ムカデ綱ジムカデ目（Geophilomorpha）に含まれるムカデ類の総称。
ムカデ（百足）の足は常に奇数対なので真に100足（50対）のものはいないが、100足以上（51歩肢対以上）なのもこの類の一部だけである。

## 特徴
体型は小柄でかつ細身で、脚が短い。符節が非常に多く、大抵は31対以上、種類によっては177や181対以上もの符節となる。頭部は小さく、普通のムカデに見られるような単眼は退化し、先端の毒牙は他のムカデ類よりもピンセットのように突き出す格好となっているが、細くて弱々しい。
他のムカデよりも地中性が強く、ミミズのように細い体を使って、土や枯葉の隙間に入る。反面、脚が多すぎ、短いためか、狭い隙間に入り込むことは出来ても、オオムカデやイシムカデ類ほど素早く動くことはできない。
ムカデを漢字で”百足”と書くが、その要件を満たせる程脚を備えているのは殆どおらず、他の類では脚が足りず、ジムカデ類では多すぎる事になる。

## 生態
肉食性で主に枯葉が累積した土中や、土に埋もれた朽ち木などに住む。そこでトビムシなどの小昆虫などを捕まえて食べる。雌は他のムカデ類のように、卵塊を保護する習性をもち、体を巻き付けて樹皮下や土中に潜む。生まれた幼体は脚の数が殆ど成体と同じになる。
天敵は肉食性の大型昆虫にクモやオオムカデ類に、トカゲやヒキガエルに、モグラのような食虫類であり、ある地域ではノコギリハリアリというアリが、本属を専門に狩る重要な天敵となっている。
庭の植木鉢の中に潜んでいることもある。様々な土中だけでなく、海岸の磯や鍾乳洞などにも住む種がおり、そういった種類では体内バクテリアによって発光するものもいる。

## 分類
ジムカデ目はオオムカデ目に近縁と考えられている。
科分類はShear (2011)、科和名はベニジムカデ科・フタエツチムカデ科を除き小野 (2008) に従う。
- ミツフシツチムカデ科 Aphilodontidae Silvestri, 1909
- サキブトジムカデ科 Ballophilidae Cook, 1896 - サキブトジムカデItyphilus tenuicollisなど
- フタエツチムカデ科 Dignathodontidae Cook, 1896
- Eriphantidae Crabill, 1970
- ツチムカデ科 Geophilidae Leach, 1815 - ヒトアナツチムカデ（ホソツチムカデ）Geophilus monoporus、フタマドジムカデPachymerium ferrugineum、シマジムカデTuoba kozuensisなど
- ミナミジムカデ科 Gonibregmatidae Cook, 1896
- オビジムカデ科 Himantariidae Bollman, 1893 - ヨシヤジムカデCaliforniphilus japonicusなど
- ミナミジムカデ科 Gonibregmatidae Cook, 1896
- ベニジムカデ科 Linotaeniidae（フタエツチムカデ科やツチムカデ科に含める説もある） - ナガケベニジムカデStrigamia hirsutipes、ヤマトベニジムカデS. japonicaなど
- Macronicophilidae Verhoeff, 1925
- ナガズジムカデ科 Mecistocephalidae Bollman, 1893 - シミズツメジムカデArrup dentatus、イソナガズジムカデMecistocephalus nannocornis、ホフマンヒメジムカデNannarrup hoffmani、トカラタカラジマジムカデTygarrup takarazimensisなど
- メキシコジムカデ科 Neogeophilidae Silvestri, 1818
- オリジムカデ科 Oryidae Cook, 1896 - サジアシジムカデMarshallopus platypedatus、ヒラタヒゲジムカデOrphnaeus brevilabiatusなど
- マツジムカデ科 Schendylidae Cook, 1896 - チチブエスカリジムカデ Escaryus chichibuensis、チチブジムカデFalcaryus nipponicusなど

## 種
ニホンナガズジムカデ Mecistocephalus japonicus
日本全土に生息する。ジムカデの中では大型で、体長が70-90mmほどになる。